# 南廣
南 廣（みなみ ひろし、1928年〈昭和3年〉3月15日 - 1989年〈平成元年〉3月4日）は、日本のミュージシャン・俳優。本名は中島 廣。旧芸名は南 広。別名はサウス。東京府東京市麹町区生まれ。法政大学工業専門学校中退。趣味・特技はドラム。

## 来歴
1947年（昭和22年）に「渡辺晋とシックスジョーズ」を、1952年（昭和27年）にはジャズバンド「南廣とザ・サウスメン」を結成。
ジャズドラマーを経て、1958年（昭和33年）、映画『非常線』のバンド・マスター役で俳優デビュー。同年8月に東映と専属契約を結び、主に東映東京撮影所の現代劇映画で活躍。1960年の『弾丸大将』では批評家から肯定的な評価を与えられた 。
円谷プロダクション制作の特撮テレビ番組『ウルトラセブン』（1967年 - 1968年）での宇宙ステーションV3・クラタ隊長や、1968年の『マイティジャック』とその続編『戦え! マイティジャック』の天田一平副長（『戦え!』では隊長）役でも知られている。
1971年（昭和46年）にはCM・PR映画製作会社の「サウス」を設立し、代表取締役に就任。
1989年（平成元年）3月4日、公立学校共済組合関東中央病院にて肝臓癌のため死去。60歳没。

## 出演

### 映画
- 乾杯!女学生 （1954年、新東宝）- 渡辺晋とシックスジョーズとして
- 非常線 （1958年、東映）
- 波止場がらす （1958年、東映）
- 点と線 （1958年、東映）- 初主演
- 警視庁物語シリーズ（東映）
  - 警視庁物語 顔のない女 （1959年）
  - 警視庁物語 一〇八号車 （1959年）
  - 警視庁物語 遺留品なし （1959年）
  - 警視庁物語 十二人の刑事 （1961年）
  - 警視庁物語 謎の赤電話 （1962年）
  - 警視庁物語 19号埋立地 （1962年）
  - 警視庁物語 ウラ付け捜査 （1963年）
  - 警視庁物語 全国縦断捜査 （1963年）
  - 警視庁物語 十代の足どり （1963年）
  - 警視庁物語 自供 （1964年）
  - 警視庁物語 行方不明 （1964年）
- 特ダネ三十時間シリーズ（東映） - 主演
  - 特ダネ三十時間 第三の女 （1959年）
  - 特ダネ三十時間 深夜の挑戦 （1959年）
  - 特ダネ三十時間 午前零時の顔 （1959年）
  - 特ダネ三十時間 拾った女豹 （1959年）
  - 特ダネ三十時間 女の牙 （1960年）
  - 特ダネ三十時間 白昼の脅迫 （1960年）
  - 特ダネ三十時間 笑う誘拐魔 （1960年）
  - 特ダネ三十時間 曲り角の女 （1960年）
  - 特ダネ三十時間 笑う誘拐魔 （1960年）
  - 特ダネ三十時間 曲り角の女 （1960年）
  - 特ダネ三十時間 危険な恋人 （1961年）
  - 特ダネ三十時間 東京租界の女 （1961年）
- 白い通り魔 （1959年、東映）
- 国際スリラー映画 漂流死体 （1959年、東映）
- 拳銃を磨く男シリーズ（東映） - 主演
  - 拳銃を磨く男 （1959年）
  - 拳銃を磨く男 あの女を探せ （1959年）
  - 拳銃を磨く男 呪われた顔 （1960年）
  - 拳銃を磨く男 深夜の死角 （1960年）
- 二発目は地獄行きだぜ （1960年、東映）
- 大いなる旅路 （1960年、東映）
- 秘密 （1960年、東映）
- 弾丸大将 （1960年、東映）
- 生き抜いた16年 最後の日本兵 （1960年、東映）
- 億万長者 （1960年、東映）
- 赤い影の男 高速三号線を張れ （1961年2月7日、東映） - 主演・加下
- 無鉄砲社員 （1961年、東映）
- 東京パトロール 粋な二人のお巡りさん （1961年、ニュー東映）
  - 東京パトロール 終列車の少年 （1961年、ニュー東映）
- 街 （1961年、ニュー東映）
- 復讐は俺らの歌 （1961年、ニュー東映）
- 乾杯! ごきげん野郎 （1961年、ニュー東映）
- 八人目の敵 （1961年、東映）
- 南太平洋波高し （1962年、東映）
- 新婚シリーズ 月給日は嫌い （1962年、東映）
  - 新婚シリーズ 最初が肝心 （1962年、東映）
- 丹下左膳 乾雲坤竜の巻 （1962年、東映）
- 太平洋のGメン（1962年、東映）
- 山麓 （1962年、東映）
- 宮本武蔵 般若坂の決斗 （1962年、東映）
  - 宮本武蔵 二刀流開眼 （1963年、東映）
- 暗黒街最後の日（1962年、東映）
  - 暗黒街最大の決斗 （1963年、東映）
- 事件記者シリーズ （東映） - 社会部デスク・水原
  - 恐怖の魔女 （1962年）
  - 殺人鬼の誘惑 （1963年）
- 特別機動捜査隊（1963年、東映）
  - 特別機動捜査隊 東京駅に張り込め（1963年、東映）
- 白い熱球 （1963年、東映） - 岩崎
- 第八空挺部隊 壮烈鬼隊長（1963年、東映）
- こまどり姉妹 未練ごころ（1963年、東映）
- 無法松の一生（1963年、東映）
- 民謡の旅 秋田おばこ（1963年、東映）
- 親分を倒せ（1963年、東映）
- 暴力団 （1963年、東映）
- パレンバン奇襲作戦 （1963年、東映）
- わが恐喝の人生 （1963年、東映）
- 江戸犯罪帳 黒い爪 （1964年、東映）
- 女の賭場 （1966年、大映）
- 秩父水滸伝 影を斬る剣 （1967年、日活）
- 殺しの烙印 （1967年、日活）
- 懲役十八年 仮出獄 （1967年、東映）
- 妖艶毒婦伝 人斬りお勝 （1969年、東映）
- 血染の代紋 （1970年、東映）
- 舶来仁義 カポネの舎弟 （1970年、東映）
- 遊侠列伝 （1970年、東映）
- 新宿の与太者 （1970年、東映）
- 夜の最前線 東京（秘）地帯 （1971年、日活）
- 毘沙門天慕情 （1973年、東宝）
- 温泉おさな芸者 （1973年、東映）
- ボディガード牙 必殺三角飛び（1973年、東映）
- 実録三億円事件 時効成立 （1975年、東映）
- 二百三高地 （1980年、東映）
- 大日本帝国 （1982年、東映）
- 哀しい気分でジョーク（1985年、松竹）

### テレビドラマ
- うそつき坊や （1961年、NET）
- ミステリーベスト21 第1話「事件の成立 」（1962年、NET）
- 愛より愛へ （1963年、NET）
- 青年同心隊 第1話「同心隊誕生」（1964年、TBS）- 田倉伊十郎
- 国際事件記者 （1965年、TBS）
- 開局十周年記念番組 栄光の旗 前後編 （1965年、TBS）
- スパイキャッチャーJ3 （1965年、NET / 東映）
- ザ・ガードマン （TBS / 大映テレビ室）
  - 第22話「地上21階の襲撃」（1965年）
  - 第114話「富士山への追跡」（1967年）
  - 第210話「トラック強盗部隊」（1969年）
- 素浪人 月影兵庫 第1シリーズ 第18話「浜の千鳥が鳴いていた」（1966年、NET / 東映） - 勝蔵
- 泣いてたまるか 第2話「やじろべえ夫婦」（1966年、TBS / 国際放映）
- 特別機動捜査隊 （NET / 東映） 
  - 第263話「霧笛の港」（1966年）
  - 第310話「誰よりも愛す」（1967年）
  - 第312話「恋人よさようなら」（1967年）
  - 第474話「血の鎖」（1972年） - 富沢
  - 第557話「芸者雪子の場合」（1972年） - 吉行
- 三匹の侍 （フジテレビ）
  - 第3シリーズ 第25話「下郎の牙」（1966年）
  - 第4シリーズ 第5話「二足の草鞋」（1966年） - 源太
  - 第6シリーズ 第15話「吹き溜り」（1969年） - 留
- 銭形平次 第48話（1967年、フジテレビ / 東映） - 岩井源三郎
- 警視庁物語 （1967年、NET / 東映）
- 七つの顔の男 第13話「空から来た凄い奴」（1968年、NET / 東映）
- ウルトラセブン （TBS / 円谷プロ） - 宇宙ステーションV3・クラタ隊長
  - 第13話「V3から来た男」（1967年）
  - 第35話「月世界の戦慄」（1968年）
  - 第48話「史上最大の侵略（前編）」（1968年）
  - 第49話「史上最大の侵略（後編）」（1968年）
- マイティジャック （1968年、フジテレビ / 円谷プロ） - 天田一平副長
- 特別捜査本部 （1968年、日本テレビ）
- 戦え! マイティジャック （1968年、フジテレビ / 円谷プロ） - 天田一平隊長、ドラマー（第17話）
- 五人の野武士 （1968年、日本テレビ / 三船プロ）
- プレイガール （東京12チャンネル / 東映）
  - 第3話「情無用の女ども」（1969年） - 小田
  - 第48話「白銀の追跡者」（1970年） - 立花
  - 第90話「おんな勝負の賭けどころ」（1970年）
  - 第93話「死んで肌身が咲くものか」（1971年） - 関口
  - 第98話「おんな命の賭けどころ」（1971年） - 林
  - 第112話「妻は過去に何をしていた?」（1971年） - 紺野
- ブラックチェンバー 第13話「バラ色の死刑台」（1969年、フジテレビ / 東映）
- プロファイター 第7話「炎に散る女」（1969年、日本テレビ / 宝塚映画）
- ゴールドアイ 第9話「大暗殺集団」（1970年、日本テレビ / 東映） - ションヌ大佐
- 水戸黄門 第1部 第23話「初春・役者騒動記 -高山-」（1970年、TBS / C.A.L） - 金森丹波守
- 五番目の刑事 第21話「さらば、白銀の荒野」（1970年、NET / 東映） - 豊岡
- 帰ってきたウルトラマン 第18話「ウルトラセブン参上!」（1971年、TBS / 円谷プロ） - MATステーション・梶キャプテン
- 恐怖劇場アンバランス 第10話「サラリーマンの勲章」（1973年、フジテレビ / 円谷プロ） - 上村

### CM
- 日健総本社 クロスタニン - ドラム演奏を披露し、「俺の健康、クロスタニン」の決め台詞で締めていた。